# Tee (comando)

Esquema mostrando o funcionamento do comando tee. A saída do comando ls -l é encaminhada ao tee por uma canalização. O comando tee por sua vez coloca a saída padrão em outro pipe para o comando paginador less e também no arquivo file.txt. Observe a forma em T do diagrama.

Tee é um comando presente em diversos interpretadores de comando como por exemplo o shell do Unix. Este comando reproduz o conteúdo fornecido pela entrada padrão tanto na saída padrão quanto em um ou mais arquivos, por isso é muito utilizado juntamente com canalizações para registrar a saída gerada por outros programas.
O nome do comando é mnemônico para a letra T, pois num diagrama mostrando o funcionamento do comando com a divisão da entrada padrão na saída padrão e em um arquivo acaba por lembrar esta letra.